# Zelenika Peak
Zelenika Peak (englisch; bulgarisch връх Зеленика wrach Selenika) ist ein 1100 m hoher und größtenteils vereister Berg in den Stribog Mountains auf der Brabant-Insel im Palmer-Archipel westlich der Antarktischen Halbinsel. Er ragt 1,88 km südöstlich des Kotlari Peak, 7,15 km westlich des Pinel Point, 2,35 km nordwestlich des Yunak Peak und 3,8 km östlich des Mount Imhotep im südöstlichen Teil des Gutsal Ridge auf. Seine steilen Südwesthänge sind teilweise unvereist. Der Balanstra-Gletscher liegt nordöstlich und der Hippokrates-Gletscher südwestlich von ihm.
Britische Wissenschaftler kartierten ihn 1980 und 2008. Die bulgarische Kommission für Antarktische Geographische Namen benannte ihn 2015 nach der Ortschaft Selenika im Norden Bulgariens.